# Geisenfeldwinden

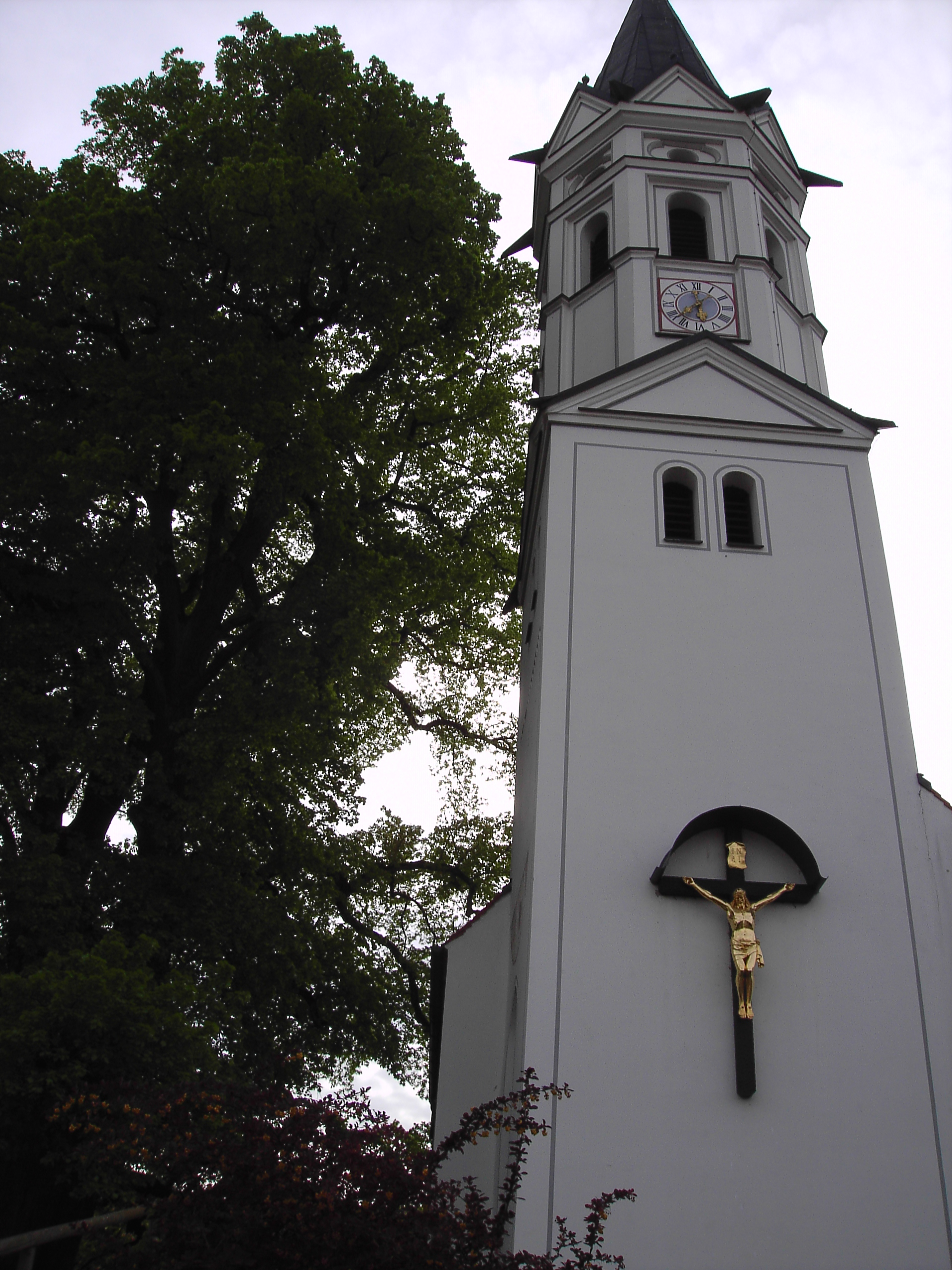
Kirche St. Vitus

Geisenfeldwinden ist seit 1971 ein Ortsteil der Stadt Geisenfeld in der Hallertau im oberbayerischen Landkreis Pfaffenhofen an der Ilm. Der Ortsteil hatte Ende 2024 1104 Einwohner.

## Geographie
Das Kirchdorf Geisenfeldwinden liegt westlich des Stadtkerns von Geisenfeld und ist im Laufe der Jahre mit Geisenfeld zusammengewachsen.

## Wirtschaft
- Ländlich geprägte Ortschaft mit vielen Bauernhöfen
- Einzelne Gewerbebetriebe

## Geschichte
Geisenfeldwinden ist eine Ansiedlung von Wenden aus dem Gebiet Böhmen, die als Kriegsgefangene dem Benediktinerinnenkloster Geisenfeld als Arbeiter überlassen wurden. Im Jahre 736 sollen sie im Ortsgebiet den ersten Hallertauer Hopfengarten angelegt haben.
Die Eingemeindung in die Stadt Geisenfeld erfolgte am 1. April 1971.
Aus dem ehemaligen Straßendorf wurde durch ein großes Neubaugebiet ein Haufendorf.

## Bauwerke
- Kirche St. Vitus (Landespatron Böhmens), Ursprung Anfang des 15. Jahrhunderts

## Naturschutz
- Winterlinde (Tilia cordata) direkt neben der Kirche, gepflanzt im Jahre 1726.[4] Der als Naturdenkmal geschützte Baum wurde im Juli 2007 durch einen Sturm schwer beschädigt und musste stark zurückgeschnitten werden. Er zeigt aber kräftige Neuaustriebe und ist weiterhin vital.[5][6]

## Freizeitmöglichkeiten
- Wandern im Feilenforst
- Naherholungsgebiet Feilenmoos

## Vereine
- Freiwillige Feuerwehr Geisenfeldwinden
- Schützenverein Zur Linde